# Belgiens U/21-fodboldlandshold
Belgiens U/21-fodboldlandshold er Belgiens landshold for fodboldspillere, som er under 21 år og administreres af KBVB/URBSFA.